# Regionaal park Sierra de la Pila

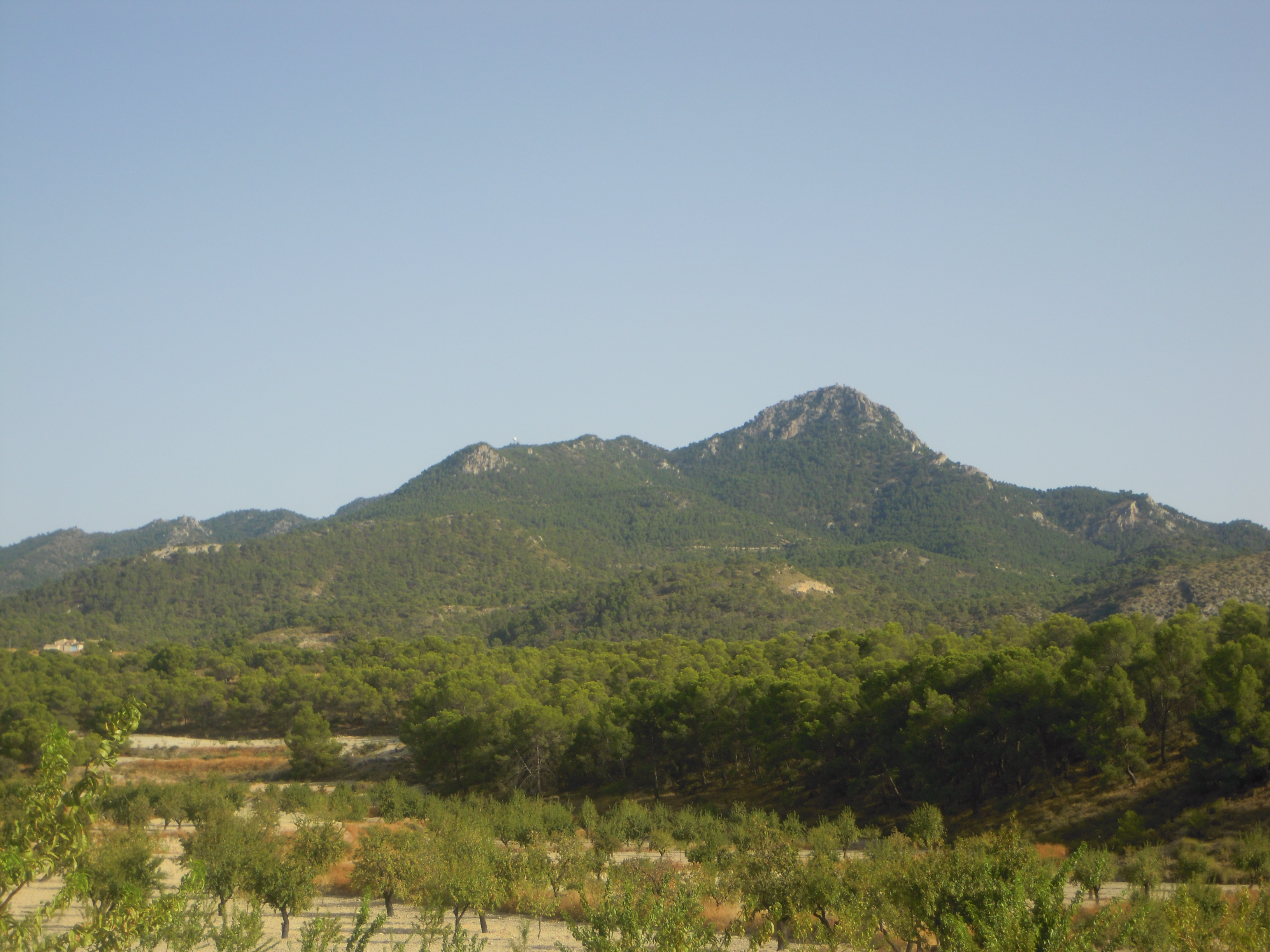

Het Regionaal Park Sierra de la Pila (Spaans: Parque regional de la Sierra de la Pila) is een natuurpark in Murcia in Spanje. Het natuurpark werd opgericht in 1985. Het natuurpark omvat beboste heuvels. In het park komt steenarend, slechtvalk voor.